# Cheumatopsyche sagitta
Cheumatopsyche sagitta är en nattsländeart som beskrevs av Kobayashi 1987. Cheumatopsyche sagitta ingår i släktet Cheumatopsyche och familjen ryssjenattsländor. Inga underarter finns listade i Catalogue of Life.